# Džamgön Kongtul Lodö Thajä
Džamgön Kongtul Lodö Thajä (tibetsky འཇམ་མགོན་ཀོང་སྤྲུལ་བློ་གྲོས་མཐའ་ཡས་, , Wylie: 'jam mgon kong sprul blo gros mtha' yas, 1813 – 1899, anglicky Jamgon Kongtrul Lodro Thaye) byl jeden z významných tibetských lamů, filozof a rinpočhe. Byl jedním ze čtyř regentů tibetského buddhismu linie Karma Kagjü. V západním světě je někdy označován jako tibetský Leonardo da Vinci. Byl lékařem, diplomatem a také politikem ve východním Tibetu. Podle nauk mistrů vadžrajány je také inkarnací Árjadévy – hlavního žáka Nágardžuny, a je také inkarnací Ánandy a Vairóčany, velkého překladatele dharmy. Narození Džamgöna Kongtula Lodö Thajä bylo dle jeho následovníků předpovězeno v Lankávatára-sútře.

## Životopis

### 1. Džamgön Kongtul Lodö Thajä
Tak, jak mělo být předpovězeno, Džamgön Lodö Thajä se narodil v Kongpo v regionu Kham ve východním Tibetu. Od tohoto místa dostal své jméno. Lodö Thajä obdržel mnoho nauk od velkých mistrů všech čtyřech škol tibetského buddhismu.
Díky tomu Džamgön Kongtul sepsal významné nauky dharmy těchto linií a škol. Toto monumentální a drahocenné dílo se jmenuje Pět velkých pokladů. Za toto dílo Lodro Thaje získal uznání ve všech školách tibetského buddhismu. Jeho hlavním učitelem byl 9. Tai Situ rinpoče. Lodro Thaje zůstal uznán držitelem linie Karma Kagjü a také hlavním učitelem 15. karmapy. Lodro Thaje založil spolu s Džamjangem Khjentse Wangpo a Čogjurem Lingpou hnutí Rime.

### 2. Džamgön Kongul Khjence Öser
Podle tradiční předpovědi 15. karmapy, se druhý Džamgön Kongtul, vlastním jménem Paldän Khjence Oser 1902–1952 narodil se v klášteře Tsurphu. Byl synem a hlavním žákem 15. karmapy. Jako dokonalý mistr meditace a držitel linie Karma Kagjü se stal hlavním učitelem 16. karmapy.

### 3. Džamgön Kongtul Karma Lodö Čhökji Senge
Třetí Džamgön rinpočhe, vlastním jménem Karma Lodö Čhokji Senge 1954–1992, přišel na svět v centrálním Tibetu. Tak, jak to v tradiční předpovědi napsal jeho hlavní učitel 16. karmapa. Ve věku šesti let zůstal intronizován v klášteře Rumtek. Bydlel v tomto klášteře až do své smrti v roce 1992, kdy zemřel na následky autonehody v Sikkimu.

### 4. Džamgön Kongtul
Jeho Eminence čtvrtý Džamgön Kongtul Lodö Čhokji Ňima Tänpä Dönme, narozený 26. listopadu 1995, byl rozpoznán sedmnáctým karmapou Ogjän Thinlä Dordžem.

## Knihy Džamgöna Kongtula Lodö Thajä
- The Treasury of Knowledge, Book One: Myriad Worlds – Snow Lion Publications, 2003. ISBN 1-55939-188-X

- The Treasury of Knowledge, Book Five: Buddhist Ethics – Snow Lion Publications, 2003. ISBN 1-55939-191-X

- The Treasury of Knowledge, Book Six, Part 4: Systems of Buddhist Tantra – Snow Lion, 2005, ISBN 1-55939-210-X

- The Great Path of Awakening : The Classic Guide to Using the Mahayana Buddhist Slogans to Tame the Mind and Awaken the Heart – translated by Ken McLeod, Shambhala, 2000. ISBN 1-57062-587-5

- Buddha Nature, The Mahayana Uttaratantra Shastra with Commentary – Arya Maitreya, with commentary by Jamgon Kongrul Lodro Thaye and Khenpo Tsultrim Gyamtso Rinpoche, Snow Lion, 200. ISBN 1-55939-128-6

- Cloudless Sky – commentary by Jamgon Kongrul the Third. Shambhala, 2001. ISBN 1-57062-604-9

- Jamgon Kongtrul's Retreat Manual – translated by Ngawang Zangpo. Snow Lion Publications, 1994. ISBN 1-55939-029-8

- The Torch of Certainty – Foreword by Chogyam Trungpa. Shambhala, 2000. ISBN 1-57062-713-4

- Creation and Completion: Essential Points of Tantric Meditation – translated by Sarah Harding. Wisdom Publications, 2002. ISBN 0-86171-312-5

- The Autobiography of Jamgon Kongtrul: A Gem of Many Colors – translated by Richard Barron, Snow Lion Publications, 2003. ISBN 1-55939-184-7

- Sacred Ground: Jamgon Kongtrul on Pilgrimage and Sacred Geography – Snow Lion Publications, 2001. ISBN 1-55939-164-2

- Enthronement: The Recognition of the Reincarnate Masters of Tibet and the Himalayas – Snow Lion Publications, 1997. ISBN 1-55939-083-2

- The Teacher-Student Relationship – Snow Lion Publications, 1999. ISBN 1-55939-096-4

- Essence of Benefit and Joy – Siddhi Publications, 2000. ISBN 0-9687689-5-4

- Timeless Rapture : Inspired Verse from the Shangpa Masters – Snow Lion, 2003. ISBN 1-55939-204-5

- Light of Wisdom, Vol. 1 – by Padmasambhava, commentary by Jamgon Kongtrul, translated by Erik Pema Kunsang, Rangjung Yeshe Publications, 1999. ISBN 962-7341-37-1

- Light of Wisdom, Vol. II – by Padmasambhava, commentary by Jamgon Kongtrul, translated by Erik Pema Kunsang, Rangjung Yeshe Publications, 1999. ISBN 962-7341-33-9

- Light of Wisdom, Vol. IV – by Padmasambhava, commentary by Jamgon Kongtrul, translated by Erik Pema Kunsang, Rangjung Yeshe Publications, 2001. ISBN 962-7341-43-6 (restricted circulation)